# Peujard
Peujard é uma comuna francesa na região administrativa da Nova Aquitânia, no departamento da Gironda. Estende-se por uma área de 10,94 km². Em 2010 a comuna tinha 2 188 habitantes (densidade: 200 hab./km²).